# Pomatoschistus marmoratus
Pomatoschistus marmoratus är en fiskart som först beskrevs av Risso, 1810.  Pomatoschistus marmoratus ingår i släktet Pomatoschistus och familjen smörbultsfiskar. Inga underarter finns listade i Catalogue of Life.